# Hermann Hutmacher
Hermann Hutmacher (* 24. Dezember 1897 in Oberthal BE; † 3. Januar 1965 in Bern) war ein Schweizer Lehrer und Schriftsteller.
Hutmacher arbeitete als Lehrer und wirkte ab 1938 als freier Schriftsteller. Zu seinem Werk gehören hauptsächlich Romane und Erzählungen auf Berndeutsch, darunter Der Göttibatze (1936), Dür ds Hagelwätter (1942) und Doppelchrischte (1947), vorwiegend mit dem Emmental als Handlungsort.

## Auszeichnungen
- Ehrenpreis der Erziehungsdirektion des Kantons Bern (1948)
- Literaturpreis der Stadt Bern (1948)